# Växjö Tipshall
Växjö Tipshall byggdes 1989 som den andra av tre "Tipshallar" (tillsammans med Elmiahallen i Jönköping och Nordichallen i Sundsvall), för att förbättra träningsförhållandena för svenska fotbollslag under vinterhalvåret. Den har en fullstor konstgräsplan för fotboll och diverse biutrymmen för andra idrotter. På arenans västra sidas tredje plan finns en restaurang, vars hela östra sida utgörs av en glasvägg med utsikt över fotbollsplanen. 
Till skillnad från sina Tipshallssyskon har Växjö Tipshall en 364 meter lång rundbana med tartanbeläggning, som går under läktarna på långsidorna, vilket underlättar långdistansträning under vinterhalvåret. Hallen är än idag en av endast fem inomhushallar i Sverige med fullstor konstgräsplan avsedd för fotboll.
I oktober 2011 lades ny konstgräsmatta av senaste generation (den tredje i hallens historia) in på fotbollsplanen. 
Till norr sitter Tipshallen sedan 2012 ihop med IFK Växjös nya friidrottshall Telekonsult Arena, vilket skapar en ännu mer konkurrenskraftig miljö för inomhusträning.

## Arrangemang
Sedan 2009 arrangeras årligen World Indoor Throwing, världens enda inomhustävling enbart inriktad på kastgrenar, i Tipshallen. Ett stående inslag i tävlingen är den estländske diskuskastaren Gerd Kanter, regerande olympisk och tidigare världsmästare i grenen. Kanter satte redan tävlingens första år nytt inomhusvärldsrekord med ett kast på 69,51 meter.

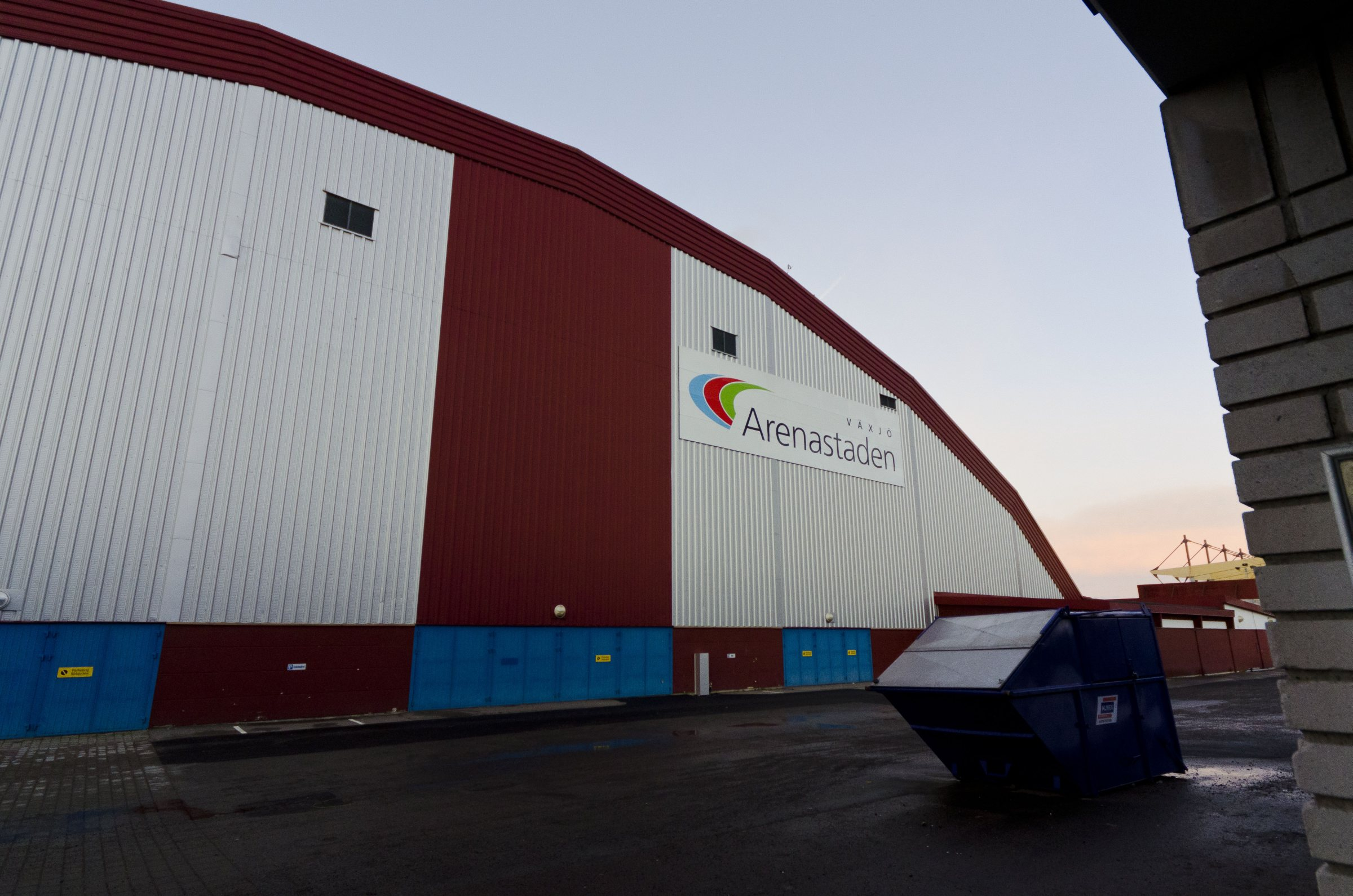
Tipshallens fasad ut mot Storgatan.

Åren 2008-2010 spelades LdB Sport Cup i Växjö Tipshall. Cupen arrangerades under tidig vinter för att ge Sveriges bästa damlag en chans att spela träningsmatcher mot bra motstånd på fullplan, och ge unga damfotbollsspelare en chans att träffa sina idoler samt spela under det långa vinteruppehållet. Cupen fick 2012 en efterföljare i Växjö 2013 Cup, som arrangerades i februari 2012 och 2013 för att öka uppmärksamheten för det kommande Dam-EM på närliggande Myresjöhus Arena.
Hallen har även huserat Davis Cup-tennis och Hallsvenskan. Den står i början av mars varje år värd för Håckes Cup, världens största inomhusturnering för den (från och med 2016) nya OS-grenen Sjumannarugby.
Utöver idrott har hallen två gånger (2002 och 2005) agerat värd för deltävlingar i Melodifestivalen. Den används regelbundet till mässor, som till exempel den årligen återkommande Dag X, Sveriges största ungdomsmässa hundutställningar samt konserter.

## Mindre hallar
Arenan består, förutom av A-hallen, även av två mindre hallar, som löper längs hallens norra respektive västra sidor.
Den åtta meter höga B-hallen ligger på hallens norra sida. Den användes fram till hösten 2011 som träninghall för friidrott, med bland annat en kastbur för diskus- och släggträning. När dessa sporter får en egen hall i och med bygget av Telekonsult Arena norr om Tipshallen byggs B-hallen om till en renodlad gymnastikhall med en dansstudio på ett nybyggt andra plan.
C-hallen i väster är en 120 meter lång låg hall med åtta löparbanor för hundrametersträning.